# Nikola Dovedan
Nikola Dovedan (* 6. Juli 1994 in Tulln an der Donau) ist ein österreichischer Fußballspieler auf der Position eines Mittelfeldspielers.

## Karriere

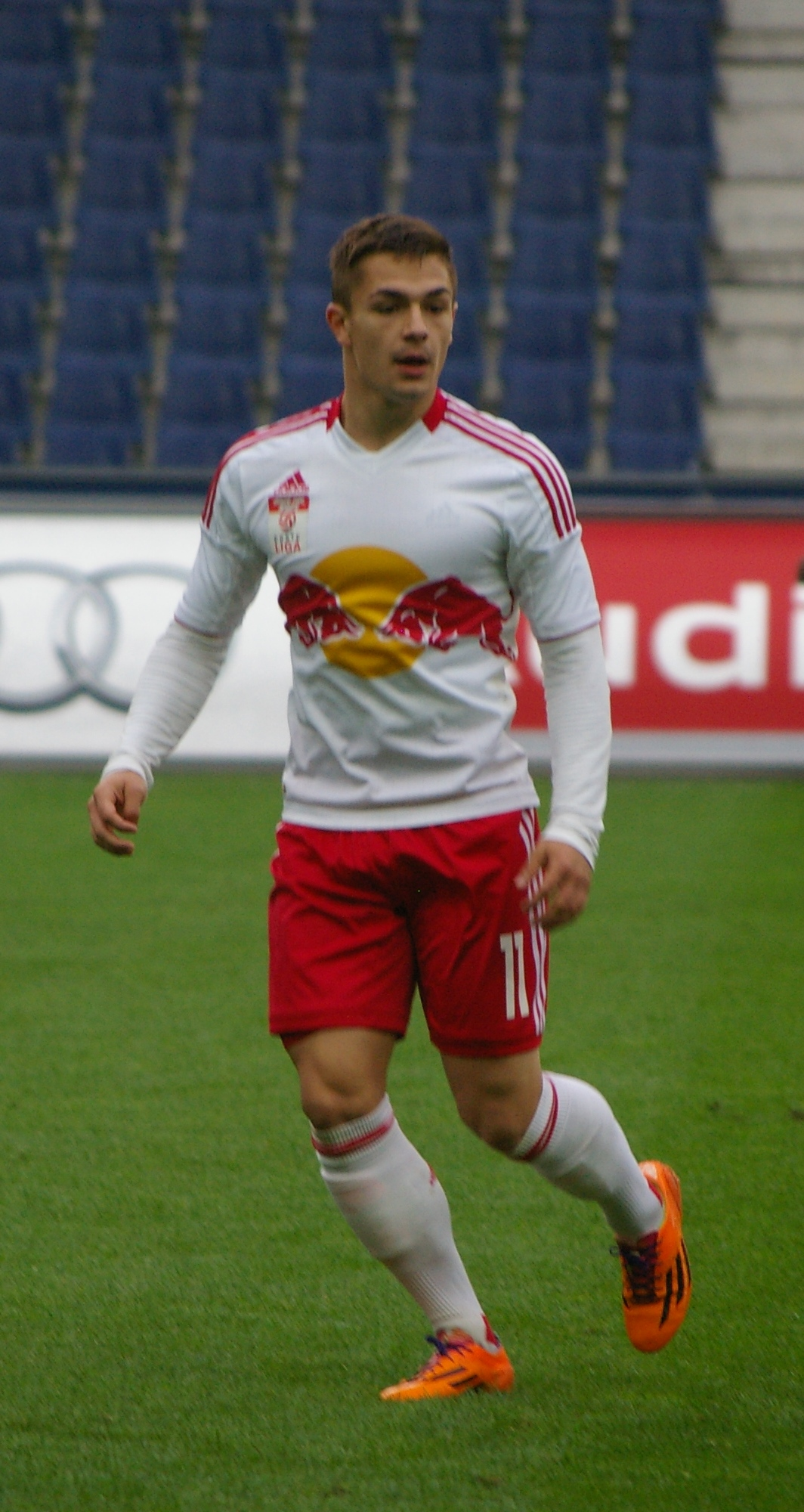
Dovedan im Trikot des FC Liefering (2014)

Nikola Dovedan wurde 1994 in der niederösterreichischen Kleinstadt Tulln an der Donau geboren und begann im Jahr 2001 beim dortigen FC Tulln mit dem Vereinsfußball. Mit 12 Jahren kam er dann in die Jugend des FK Austria Wien, rund 30 Kilometer von seiner Heimatstadt entfernt. Von der Akademie des FAK wechselte er 2010 als 16-Jähriger nach Salzburg in die dortige Akademie. Dort wurde er in den Saisons 2010/11 und 2012/13 Meister der drittklassigen Regionalliga West, seit 2012 als Mitglied des Salzburger Farmteams FC Liefering. Nach der Meisterschaft 2013 gelang es ihm, nach zwei Relegationsspielen gegen den LASK, in die zweitklassige Erste Liga aufzusteigen.
Nach der Saison 2013/14, die er mit den Lieferingern auf Platz 3 beendete, wechselte er am Beginn der Saison 2014/15 zum Ligakonkurrenten LASK.
Zur Saison 2016/17 wechselte er leihweise zum Bundesligisten SCR Altach. Dort bestritt er 32 der 36 Ligaspiele und erzielte dabei zehn Tore, fünf davon in den vier Spielen gegen seinen ehemaligen Verein Austria Wien. Mit den Vorarlbergern belegte er am Saisonende den vierten Platz, der Verein erreichte damit die Teilnahme an den Qualifikationsspielen zur Europa League.
Im Mai 2017 erwarb der SCR Altach per Option die Transferrechte an Dovedan und stattete ihn mit einem Vertrag bis zum 30. Juni 2019 aus. Bereits wenige Wochen später, zu Beginn der Saison 2017/18, wurde Dovedan allerdings zum deutschen Zweitligisten 1. FC Heidenheim transferiert, bei dem er einen bis zum 30. Juni 2021 gültigen Vertrag erhielt. In seinem ersten Jahr kam Dovedan auf 29 Ligaeinsätze, in denen er sechs Treffer erzielte. Im Dezember 2018 wurde der Vertrag vorzeitig bis zum Juni 2023 verlängert.
Zur Saison 2019/20 wechselte er zum Ligakonkurrenten 1. FC Nürnberg, bei dem er einen bis Juni 2022 laufenden Vertrag erhielt. Nach drei Jahren in Bayern verließ er den Verein nach seinem Vertragsende nach der Saison 2021/22 nach 93 Zweitligaeinsätzen.
Nachdem er in der regulären Transferphase keinen Verein gefunden hatte, kehrte Dovedan im September 2022 zurück zu Austria Wien, wo er bereits in seiner Jugend gespielt hatte, und unterschrieb einen Vertrag bis Juni 2023. Bei der Austria konnte er sich nicht durchsetzen, primär als Joker eingesetzt kam er zu 20 Bundesligaeinsätzen, in denen er einmal traf. Sein auslaufender Vertrag wurde nicht verlängert. Zur Saison 2023/24 kehrte er daraufhin nach Deutschland zum mittlerweile erstklassigen 1. FC Heidenheim zurück, bei dem er einen bis Juni 2024 laufenden Kontrakt erhielt. Am 24. Februar 2024 erzielte Dovedan beim 2:2 gegen den 1. FC Union Berlin sein erstes Tor in der höchsten deutschen Spielklasse. Im Sommer 2024 verließ er den Verein wieder.
Anschließend wechselte Dovedan zur Saison 2024/25 in die Türkei zum Zweitligisten Fatih Karagümrük SK. Für Fatih kam er zu 36 Einsätzen in der TFF 1. Lig, in denen er einmal traf. Mit dem Team stieg er zu Saisonende in die Süper Lig auf, woraufhin er den Verein wieder verließ.

## Erfolge
- Meister Regionalliga West: 2011 (Red Bull Juniors), 2013 (FC Liefering)
- Meister Toto-Jugendliga U19: 2010[11][12]
- Meister WFV-Liga U15: 2008 und 2009[13][14][15][16]